# Wigbert
Wigbert – imię męskie pochodzenia germańskiego, złożone z członow wig – „wojna” oraz beraht – „błyszczeć, jaśnieć”
i oznaczające „sławny wojownik” (por. Winand).
Patronem tego imienia jest św. Wigbert, prezbiter, żyjący w VIII wieku.
Wigbert imieniny obchodzi 12 kwietnia, 13 sierpnia.
Zobacz też
- święci o imieniu Wigbert
- Wigbert, margrabia Miśni w latach 965–976